# Le Renouard
Le Renouard és un municipi francès situat al departament de l'Orne i a la regió de Normandia. L'any 2007 tenia 187 habitants.

## Demografia

### Població
El 2007 la població de fet de Le Renouard era de 187 persones. Hi havia 80 famílies de les quals 20 eren unipersonals (20 dones vivint soles i 20 dones vivint soles), 28 parelles sense fills, 24 parelles amb fills i 8 famílies monoparentals amb fills.
La població ha evolucionat segons el següent gràfic:
Habitants censats

### Habitatges
El 2007 hi havia 151 habitatges, 80 eren l'habitatge principal de la família, 65 eren segones residències i 6 estaven desocupats. 150 eren cases i 1 era un apartament. Dels 80 habitatges principals, 61 estaven ocupats pels seus propietaris, 16 estaven llogats i ocupats pels llogaters i 3 estaven cedits a títol gratuït; 1 tenia una cambra, 3 en tenien dues, 8 en tenien tres, 16 en tenien quatre i 52 en tenien cinc o més. 68 habitatges disposaven pel capbaix d'una plaça de pàrquing. A 32 habitatges hi havia un automòbil i a 45 n'hi havia dos o més.

### Piràmide de població
La piràmide de població per edats i sexe el 2009 era:
| Homes | Edats   | Dones |
| ----- | ------- | ----- |
| 0     | 95 o +  | 0     |
| 0     | 90 a 94 | 0     |
| 4     | 85 a 89 | 4     |
| 0     | 80 a 84 | 0     |
| 4     | 75 a 79 | 0     |
| 0     | 70 a 74 | 4     |
| 4     | 65 a 69 | 4     |
| 20    | 60 a 64 | 4     |
| 4     | 55 a 59 | 8     |
| 16    | 50 a 54 | 16    |
| 4     | 45 a 49 | 4     |
| 0     | 40 a 44 | 4     |
| 4     | 35 a 39 | 4     |
| 16    | 30 a 34 | 8     |
| 0     | 25 a 29 | 4     |
| 4     | 20 a 24 | 0     |
| 20    | 15 a 19 | 4     |
| 4     | 10 a 14 | 4     |
| 0     | 5 a 9   | 4     |
| 8     | 0 a 4   | 8     |

## Economia
El 2007 la població en edat de treballar era de 122 persones, 85 eren actives i 37 eren inactives. De les 85 persones actives 72 estaven ocupades (40 homes i 32 dones) i 13 estaven aturades (5 homes i 8 dones). De les 37 persones inactives 16 estaven jubilades, 15 estaven estudiant i 6 estaven classificades com a «altres inactius».

### Ingressos
El 2009 a Le Renouard hi havia 76 unitats fiscals que integraven 184 persones, la mediana anual d'ingressos fiscals per persona era de 17.443,5 €.

### Activitats econòmiques
Dels 3 establiments que hi havia el 2007, 2 eren d'empreses de serveis i 1 d'una empresa classificada com a «altres activitats de serveis».
L'any 2000 a Le Renouard hi havia 17 explotacions agrícoles que ocupaven un total de 744 hectàrees.

## Poblacions més properes
El següent diagrama mostra les poblacions més properes.